# Хаджи Димитър (село)
Вижте пояснителната страница за други значения на Хаджи Димитър.
Хаджи Димитър е село в Североизточна България. То се намира в община Каварна, област Добрич.

## История
През 1950 г. в селото функционира всестранна взаимоспомагателна кооперация.

## Население
Преброяване на населението през 2011 г.
Численост и дял на етническите групи според преброяването на населението през 2011 г.:
|                     | Численост | Дял (в %) |
| Общо                | 96        | 100,00    |
| Българи             | 93        | 96,87     |
| Турци               | 0         | 0,00      |
| Цигани              | 0         | 0,00      |
| Други               | 0         | 0,00      |
| Не се самоопределят | 0         | 0,00      |
| Неотговорили        | 3         | 3,12      |

## Други
Връх Хаджи Димитър на Антарктическия полуостров е наименуван на селото.